# Deer Creek (Oklahoma)
Deer Creek és un poble dels Estats Units a l'estat d'Oklahoma. Segons el cens del 2000 tenia 147 habitants.

## Demografia
Segons el cens del 2000, Deer Creek tenia 147 habitants, 56 habitatges, i 40 famílies. La densitat de població era de 405,4 habitants per km².
Dels 56 habitatges en un 32,1% hi vivien nens de menys de 18 anys, en un 66,1% hi vivien parelles casades, en un 3,6% dones solteres, i en un 26,8% no eren unitats familiars. En el 26,8% dels habitatges hi vivien persones soles el 16,1% de les quals corresponia a persones de 65 anys o més que vivien soles. El nombre mitjà de persones vivint en cada habitatge era de 2,63 i el nombre mitjà de persones que vivien en cada família era de 3,2.
Per edats la població es repartia de la següent manera: un 31,3% tenia menys de 18 anys, un 7,5% entre 18 i 24, un 22,4% entre 25 i 44, un 19,7% de 45 a 60 i un 19% 65 anys o més.
L'edat mediana era de 38 anys. Per cada 100 dones de 18 o més anys hi havia 98 homes.
La renda mediana per habitatge era de 36.563 $ i la renda mediana per família de 40.625 $. Els homes tenien una renda mediana de 33.750 $ mentre que les dones 25.625 $. La renda per capita de la població era de 15.618 $. Entorn del 8,9% de les famílies i el 14% de la població estaven per davall del llindar de pobresa.

## Poblacions més properes
El següent diagrama mostra les poblacions més properes.